# Bernat de Lippe-Biesterfeld
Bernat de Lippe-Biesterfeld (alemany: Bernhard Leopold Friedrich Eberhard Julius Kurt Karl Gottfried Peter Prinz zur Lippe-Biesterfeld)  (Jena, 29 de juny de 1911 - Centre Mèdic Universitari d'Utrecht, 1 de desembre de 2004), príncep consort dels Països Baixos, fou un príncep de la casa principesca dels Lippe, part d'una branca menor i morganàtica. Contragué matrimoni l'any 1934 amb la princesa Juliana d'Orange-Nassau, i esdevingué d'aquesta manera príncep consort dels Països Baixos.

## Biografia
Nascut a la ciutat de Jena, a l'actual land alemany de Turíngia el dia 29 de juny de 1911, essent fill del príncep Bernat de Lippe-Biesterfeld i de la baronessa Armgard of Sierstorpff-Cramm. Com a conseqüència de la unió morganàtica dels seus pares, els descendent de Bernat perderen els drets dinàstics al Principat de Lippe.
Tot i que l'any 1918 la família dels Lippe perdé el poder al Principat a conseqüència de la caiguda de la monarquia de Guillem II de Prússia, la família mantingué una fortuna personal considerable que els permeté mantenir un alt nivell de vida. La infància del príncep transcorregué a la finca rural de Reckenwalde, actualment a Polònia. Educat a casa posteriorment ingressà en un gymnasium a Züllichau i posteriorment a Berlín on es graduà el 1929.
Ingressà a l'NSDAP i concretament a l'SS. Segons les paraules del mateix príncep, no ingressà al Partit per convicció sinó per obligació i per facilitar-se la vida. El Partit Nazi tenia especial interès que els prínceps alemanys ingressessin al partit per tal de dotar-se d'una legimitat de la qual mancaven. Alhora, segons Bernat, aquestes organitzacions facilitaven la vida d'un jove com ell.
L'any 1930, el germà menor de Bernat, Aschwin, declarà públicament el seu suport al Partit Nazi mentre que Bernat mantenia la seva posició com a membre de l'SS. Posteriorment Berant entrà a treballa a la fàbrica química IG Farben, i esdevingué secretari del directori a l'estranger de París l'any 1935.

### Membre de la Casa dels Orange

Escut del príncep Bernat.

Com a membre d'una família principesca de religió protestant fou pres en consideració per la reina Guillermina I dels Països Baixos com a possible candidat per maridar-se amb la seva filla, la princesa hereva Juliana. El passat polític de Bernat fou investigat profundament per la cort holandesa i molt especialment la seva vinculació amb el nacionalsocialisme.
Posteriorment al casament, el príncep Bernat fou investigat i vist amb recel tant pels Serveis Secrets holandesos com alemanys. Alhora s'investigà el príncep Aschwin i els seus contactes amb el Partit Nazi i el príncep Bernat.
El 7 de gener de 1937 es casà definitivament amb la princesa hereva i futura reina Juliana I dels Països Baixos, filla de la reina Guillermina I dels Països Baixos i del duc Enric de Mecklenburg-Schwerin. La parella tingué quatre filles:
- Beatriu I dels Països Baixos, nada el 1938 al Palau de Soestdijk. Es casà l'any 1966 a Amsterdam amb l'aristòcrata d'origen prussià Claus von Amsberg.

- Irene dels Països Baixos, nada el 1939 al Palau de Soestdijk. Es casà l'any 1964 a Roma amb el príncep Carles Hug de Borbó-Parma del qual es divorcià l'any 1981.
- Margarida dels Països Baixos, nada el 1943 a Ottawa. Es casà el 1967 a La Haia amb Pere van Vollenhoven.

- Cristina dels Països Baixos, nada el 1947 al Palau de Soestdijk. Es casà el 1975 a Utrecht amb el cubà Jorge Guillermo.

La popularitat de Bernat començà a forjar-se durant la Segona Guerra Mundial. Malgrat el seu origen alemany i el seu passat pròxim al moviment nacionalsocialista, la defensa que feu de la independència dels Països Baixos no passà desapercebuda pels neerlandesos. Organitzà la defensa del Palau Reial i planejà la fugida de la reina Guillermina I dels Països Baixos cap a Londres on també s'hi instal·larien la seva muller i les seves filles. Posteriorment, i quan la situació es feu impossible, el príncep Bernat abandonà el país amb destí a la capital britànica.
A Anglaterra, el príncep Bernat entrà a treballar als serveis d'intel·ligència britànics malgrat que la seva participació sempre fou vista amb cert recel pel seu origen alemany. Tot i així, les recomanacions d'amics del príncep i l'admiració que li professava el rei Jordi VI van permetre a Bernat prendre part en accions més compromeses.
A partir de l'any 1940, el príncep Bernat inicià accions bèliques a la Royal Air Force de la mà del lloctinent Murray Payne, essent elevat l'any 1941 a la categoria de comandant. Des de 1942 i fins a 1944 la seva participació en la Royal Air Force fou plena i alhora col·laborà activament com a secretari de la reina Guillermina als diferents moviments de resistència holandesos, essent elevat a la categoria de general per la reina.
L'any 1944, el príncep esdevingué comandant en cap de la forces armades holandesos. Després de l'alliberació dels Països Baixos, la família reial al complet retornà al país, i el príncep esdevingué un membre actiu en les converses de pau amb Alemanya.
El príncep esdevingué un heroi de guerra per la majoria de la població del país, essent respectat i inclús admirat, pels comunistes. Posteriorment adquirí un important prestigi per la seva tasca en la restauració de l'economia holandesa de postguerra.
Després de la guerra el príncep es dedicà en exclusiva a la gestió del patrimoni de la família reial que incloïa accions a la KLM Royal Air Dutch, a la petroliera Shell i en múltiples altres companyies en què la família reial hi tenia interessos. Gràcies a la seva privilegiada posició fou un dels principals activistes per la fundació del Grup Bildelberg l'any 1954 dedicat a la lluita contra el comunisme i a la promoció del model capitalisme i del liberalisme.
La seva participació en afers econòmics junt amb les llargues estades de negocies a l'estranger crearen nombrosos escàndols relacionats amb festes i relacions extramatrimonials que amb el pas del temps s'anaren fent públiques. Tot i així, això no esborrà el seu prestigi adquirit durant la Guerra i la recuperació econòmica del país.
Malgrat tot, l'any 1970, el príncep Bernat acceptà una comissió d'1.100.000 US$ procedent de la companyia aeronàutica Lockheed Corporation, per influenciar al govern holandès en la compra de material d'aeronautica militar. Immediatament que l'escàndol es feu públic, la premsa holandesa i la internacional iniciaren una campanya de desprestigi del príncep que traigué a la vida pública la seva participació en el moviment nacionalsocialista, les seves perilloses relacions amb el món econòmic internacional, les seves relacions extramatrimonials, l'apartament luxós en el qual hi mantenia la seva amant a la ciutat de París, i la seva filla, Alexia, nascuda fora del matrimoni.
Tot plegat va conduir a l'abdicació de la reina Juliana l'any 1980 i l'ascens al tron de la seva filla primogènita, la princesa Beatriu. A partir d'aquest moment la reina Juliana adoptà el títol de princesa i Bernat es retirà de la vida pública.
Tot i així, l'any 1988, el príncep Bernat subhastà en oferta pública dos quadres de la seva pròpia col·lecció privada obtenint la xifra de 850.000 lliures esterlines que serien dedicades íntegrament a la World Wildlife Fund. Els diners foren ingressats al compte privat a un banc suís de la fundació. Anys després es conegué que Halle, director de la WWF, retornà 500.000 lliures al príncep que les dedicà al pagament d'un grup de paramilitars que tenien per objectiu la detenció de caçadors furtius que actuaven dins de reserves naturals principalment encarregades de la recerca d'elefants.

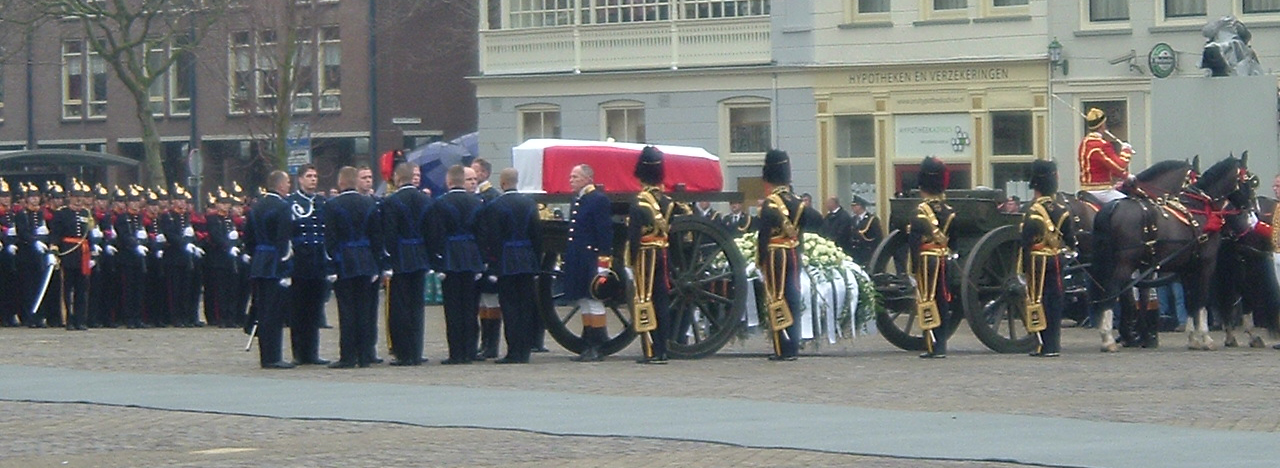
L'enterrament del príncep a Delft l'any 2004 congregà els cercles més selectes de la reialesa europea.

Posteriorment se'l relacionà, encara que no forma provada, amb certes activitats il·legals en el règim sud-africà de l'apartheid.
Tot plegat contribuí a incrementar la llegenda del príncep com un home de negocis sense escrúpols i introduït en el si de la jet-set internacional. El seu amor pels cotxes, la velocitat, el luxe i les dones feren que Winston Churchill s'expressés d'ell de la següent manera: "Jo només he conegut un home que enmig del desordre de la Segona Guerra Mundial visqué la vida tan intensament, aquest era el príncep Bernat de Lippe-Biesterfeld".